# Afrique, la parole essentielle
Afrique, la parole essentielle es una película del año 2005.

## Sinopsis
África es una mentira. Los africanos se obstinan en no mirar la verdad de frente. El sida no es una enfermedad inventada por los blancos para aniquilar a los negros. Además,¿quién se esconde detrás de las interminables guerras fratricidas que destruyen este continente milenario? ¿Los blancos o los negros? Esta película mira a un África que rehúsa ver lo evidente. La palabra, la esencia de todas las culturas del continente negro, es liberada. Hoy,se ha convertido en esencial, es cuestión de vida o muerte. África muere, matada por el sida, las guerras, las enfermedades, la miseria. La pregunta esencial es saber si África podrá superar esas calamidades como ha sabido hacerlo hasta ahora.